# Dawson (Georgia)
Dawson – miasto w Stanach Zjednoczonych, w stanie Georgia, siedziba administracyjna hrabstwa Terrell.